# گرگ فی
گرگ فی (انگلیسی: Greg Fee؛ زادهٔ ۲۴ ژوئن ۱۹۶۴) بازیکن فوتبال اهل بریتانیا است.
از باشگاه‌هایی که در آن بازی کرده‌است می‌توان به باشگاه فوتبال شفیلد ونزدی، باشگاه فوتبال منزفیلد تاون، باشگاه فوتبال هاکنال تاون، باشگاه فوتبال پرستون نورث اند، باشگاه فوتبال ویکفیلد، باشگاه فوتبال چسترفیلد، باشگاه فوتبال هینور تاون، باشگاه فوتبال گینزبورو ترینیتی، باشگاه فوتبال کترینگ تاون، باشگاه فوتبال بوستون یونایتد، باشگاه فوتبال برادفورد سیتی، باشگاه فوتبال نورث‌همپتون تاون، و باشگاه فوتبال لیتون اورینت اشاره کرد.